# 8409 Valentaugustus
8409 Valentaugustus este un asteroid din centura principală de asteroizi.

## Descriere
8409 Valentaugustus este un asteroid din centura principală de asteroizi. A fost descoperit pe 28 noiembrie 1995 la Socorro, New Mexico de Robert Weber. Asteroidul prezintă o orbită caracterizată de o semiaxă mare de 3,21 ua, o excentricitate de 0,15 și o înclinație de 4,3° în raport cu ecliptica.